# Madonna mit Kind (Génissac)

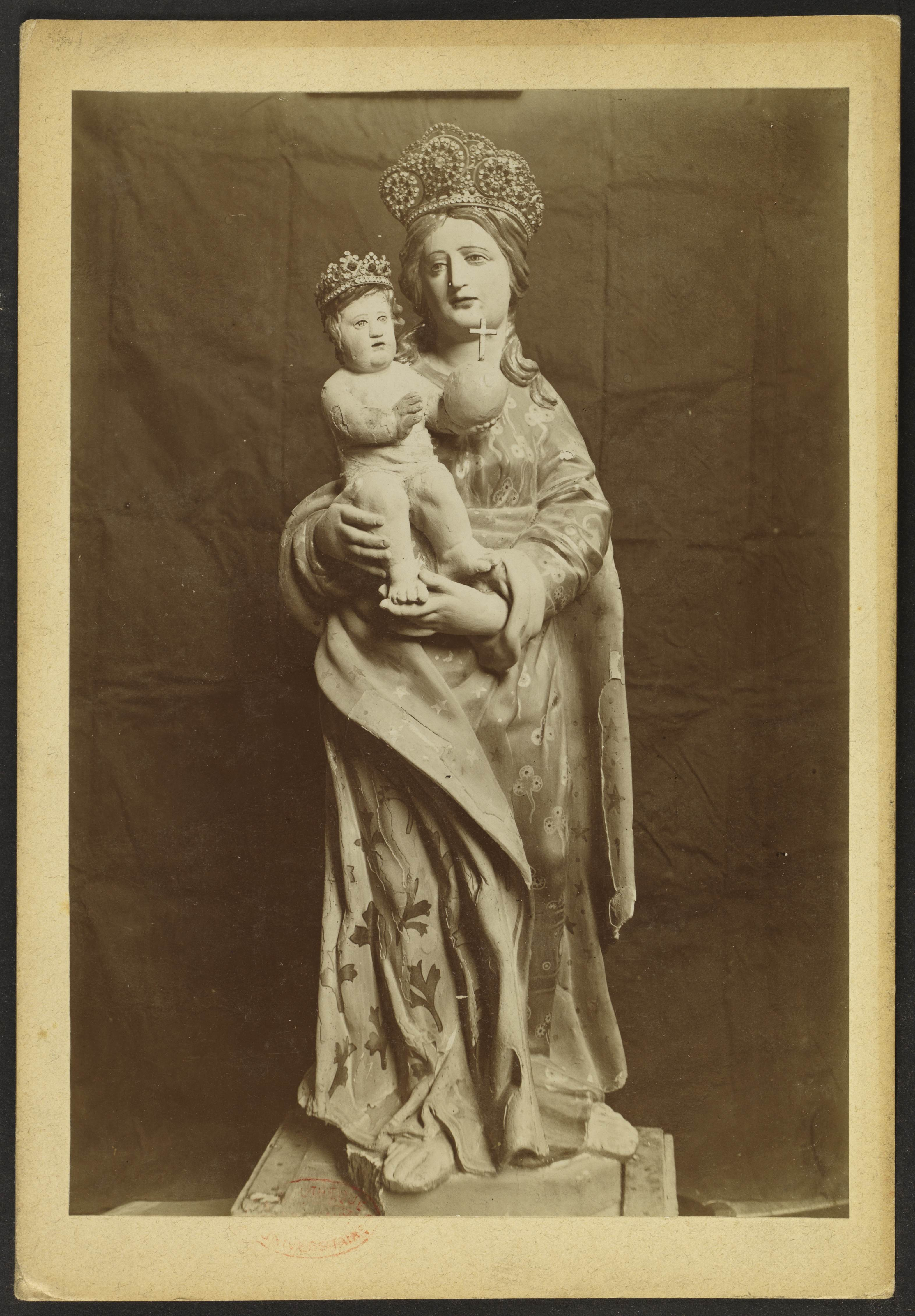
Madonna mit Kind in Génissac (Foto von Jean-Auguste Brutails, um 1900)

Die Skulptur Madonna mit Kind in der Kirche St-Martin in Génissac, einer französischen Gemeinde im Département Gironde der Region Nouvelle-Aquitaine, wurde im 17. Jahrhundert geschaffen. Im Jahr 1981 wurde die barocke Skulptur als Monument historique in die Liste der denkmalgeschützten Objekte (Base Palissy) in Frankreich aufgenommen.
Die Skulptur aus Holz ist 1,20 Meter hoch und bemalt. Das Jesuskind sitzt auf dem rechten Arm von Maria und hält eine Weltkugel mit Kreuz in der linken Hand. Maria trägt ebenso wie das Kind eine Krone auf dem Kopf.